# Springbank
Springbank est une des dernières distilleries de whisky en activité de la région de Campbeltown dans le Mull of Kintyre en Écosse. Springbank est une des rares distilleries appartenant toujours à une famille.

## Histoire
La distillerie, fondée en 1828 par deux frères, Hugh et Archibald Mitchell, qui est l’arrière-grand-père du propriétaire actuel, est restée propriété de la famille Mitchell. La quasi-totalité de son whisky est ainsi vendue en single malt. Les grands conglomérats produisant des blends préfèrent en effet utiliser les single malt issus de distilleries qu'ils possèdent. Springbank prospéra rapidement jusque dans les années 1920 puis elle fut frappée de plein fouet par la crise due à la prohibition américaine et dut fermer de 1926 à 1935. Springbank est l'unique rescapée de la trentaine de distilleries qui opéraient à Campbeltown, alors que la ville ne comptait alors que 1969 habitants.
Une des caractéristiques du whisky fabriqué dans la région de Campbeltown était leur caractère fortement tourbé. Ce goût n'étant plus tellement du goût des assembleurs au milieu du XIXe siècle, Springbank fut une des premières distilleries de la région à sécher partiellement son malt au-dessus d'un feu de charbon provenant d'une mine toute proche.
Springbank est une des dernières distilleries en Écosse à continuer à maîtriser toutes les étapes de la fabrication du whisky, depuis le maltage de l'orge jusqu’à la mise en bouteilles. Elle s’efforce de préserver des savoir-faire traditionnels. L’orge (de culture biologique) est cultivée localement, séchée et lentement maltée (70 heures) dans ses propres aires de maltage. La distillerie possède une wash still, deux spirit stills et pratique une curieuse et unique double distillation et demie ; la troisième distillation est en effet effectuée à partir d'un mélange des distillats issus de la première et de la deuxième distillation. Le whisky produit n’est pas filtré à froid, ni coloré artificiellement. La distillerie possède de plus sa propre chaîne d'embouteillage, installée dans le dernier chai de la distillerie voisine de Longrow, fermée en 1896.
Les whiskies de Springbank sont fins, élégants, avec des pointes d’épices et d’iode tout en étant crémeux.

## Production
À la fin des années 1990, la distillerie proposait essentiellement des whiskys haut de gamme, principalement à destination des États-Unis. Depuis quelques années, des produits plus abordables ont été commercialisés. Actuellement, la distillerie produit trois types distincts de single malt (seulement trois autres distilleries en Écosse produisent plus d'un single malt : Bruichladdich, Loch Lomond et Tobermory).
- Springbank est le principal single malt produit à la distillerie. Ce single malt est légèrement tourbé: le malt n'est séché que 6 heures au-dessus d'un feu de tourbe, le reste de l'opération se faisant pendant 24 heures à l'air chaud. Sa maturation se fait dans divers types de fûts : bourbon, rhum, madère ou sherry.
  - Springbank CV
  - Springbank 10 ans 46 %
  - Springbank 10 ans 100 Proof 10 ans 57 %
  - Springbank 1st Batch 2001 55,3 %
  - Springbank 12 ans 54,6 %
  - Springbank Claret 12 ans 54,4 %
  - Springbank 15 ans 46 %
  - Springbank 18 ans 46 %
  - Springbank 21 ans 46 % (une version de plus en plus rare)
  - Springbank 25 ans 46 %
  - Springbank 32 ans 46 %
- Longrow est un whisky lourd dont le malt est entièrement séché au feu de tourbe. C’est un des whiskies les plus tourbés actuellement sur le marché. Son nom rappelle une ancienne distillerie aujourd’hui disparue. Sa première distillation a eu lieu en 1973.
  - Longrow 10 ans
- Hazelburn est le dernier né de la distillerie. Sa première distillation eu lieu en 1997 et la première mise en bouteille en 2005. Il porte lui aussi le nom d’une distillerie locale disparue en 1925. Le malt est intégralement séché à l'air chaud, et la maturation se fait à 100 % dans des fûts de Bourbon.

Springbank produit aussi ses propres blends: Campbeltown Loch 5 ans et Mitchell’s 12 ans. Environ 30 % de la production de la distillerie est dédiée à ces assemblages.